# Pośrednia Przełęcz
Pośrednia Przełęcz (słow. Sedlo za Prostredným, niem. Mittelgratscharte, węg. Hátsó Középoromcsorba) – głęboko wcięta przełęcz znajdująca się na wysokości 2319 m n.p.m. w grani wybiegającej na południowy wschód od Małego Lodowego Szczytu w słowackich Tatrach Wysokich. Znajduje się ona między Żółtym Szczytem a masywem Pośredniej Grani (dokładnie Małą Pośrednią Granią). Pośrednia Przełęcz nie jest dostępna dla turystów, dla taterników stanowi dogodny dostęp do pobliskich wierzchołków.
Polska i obce nazwy Pośredniej Przełęczy pochodzą od Pośredniej Grani.

## Historia
Pierwsze wejścia turystyczne:
- K. Bröckelmann i Johann Hunsdorfer junior, 2 sierpnia 1900 r. – letnie,
- Ernő Kátai i Gyula Komarnicki, 4 lutego 1914 r. – zimowe.